# Sauce palabre
Voir aussi palabre.
La sauce palabre est un type de ragoût cuisiné en Afrique de l'Ouest notamment au Ghana, au Liberia, en Sierra Leone et au Nigeria,,.